# Held van de Socialistische Arbeid (Sovjet-Unie)

De ster

De eretitel Held van de Socialistische Arbeid (Russisch: Герой Социалистического Труда, Geroj Sotsialistitsjeskogo Troeda) werd op 20 december 1939 ingesteld door de Opperste Sovjet van de Unie van Socialistische Sovjetrepublieken, het "parlement" van de Sovjet-Unie. De titel was verbonden aan de onderscheiding "Gouden Medaille van De Hamer en Sikkel"
Deze onderscheiding (Russisch: Zolotaja Medalj Serp i Molot) was de tweede orde van de Sovjet-Unie en ook de dragers van deze orde kregen een Leninorde. Zij voerden allen de titel "Held van de Socialistische Arbeid". Deze titel had evenveel prestige als die van "Held van de Sovjet-Unie".
Met het uiteenvallen van de Sovjet-Unie kwam ook een einde aan het verlenen van de kleine gouden ster en de titel. In maart 2013 stelde Vladimir Poetin de titel "Held van de Arbeid van de Russische Federatie" in. Deze onderscheiding knoopt bewust aan bij de traditie van de Held van de Socialistische Arbeid.

## Medaille

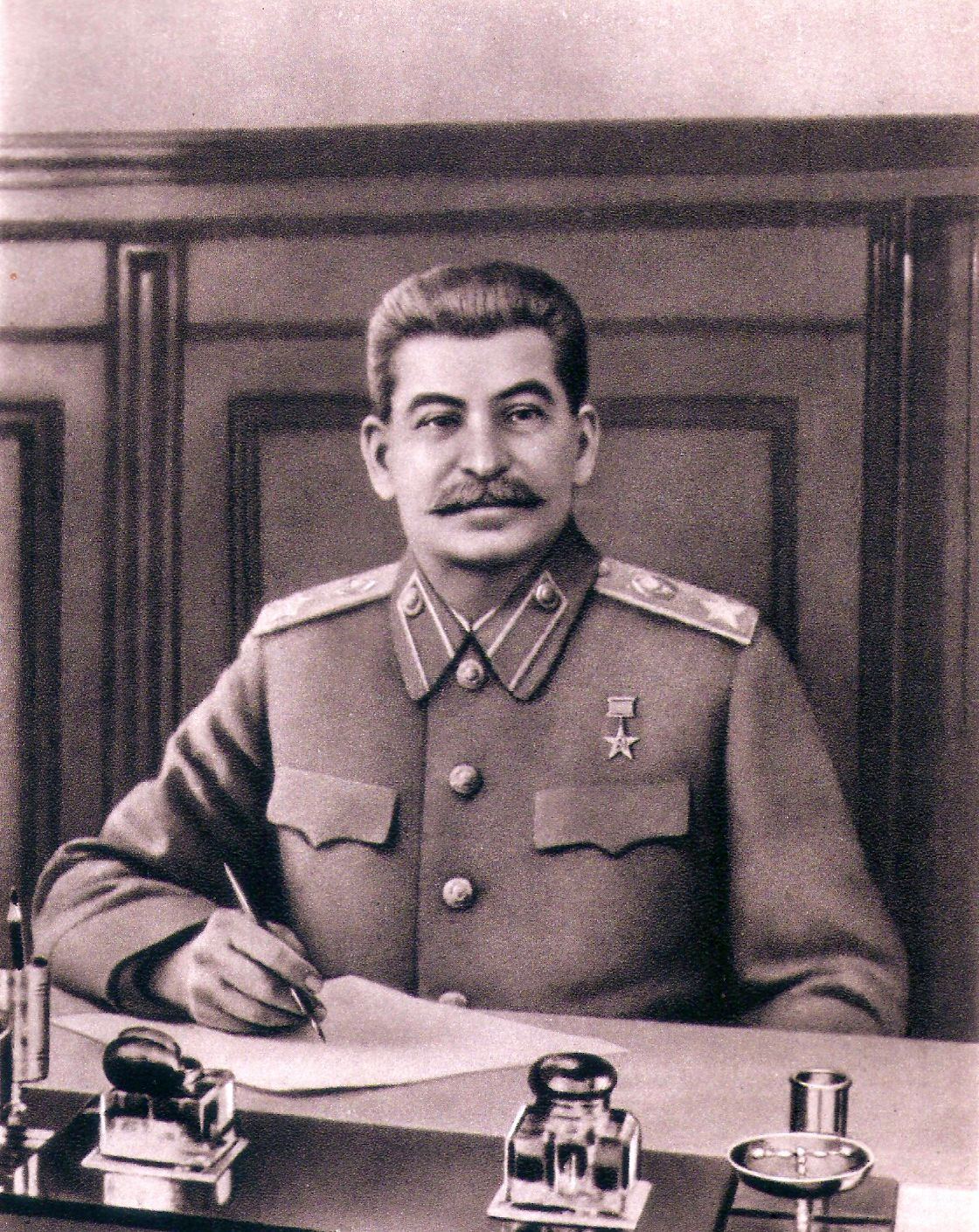
Jozef Stalin met zijn onderscheiding

De medaille, een kleine gouden ster van 335 millimeter diameter was ontworpen door A. Pomanski en door Stalin zelf uitgekozen. Stalin heeft een aantal figuranten in diverse kostuums en ook werkkleding met gouden sterren van verschillende afmetingen bijeen laten komen en koos dit formaat. Hij moet dus tevreden zijn geweest toen hij op 20 december 1939 de eerste "Held van de Socialistische Arbeid" werd.
De orde kon ook aan buitenlanders worden verleend maar dat is nooit gebeurd.

## Dragers

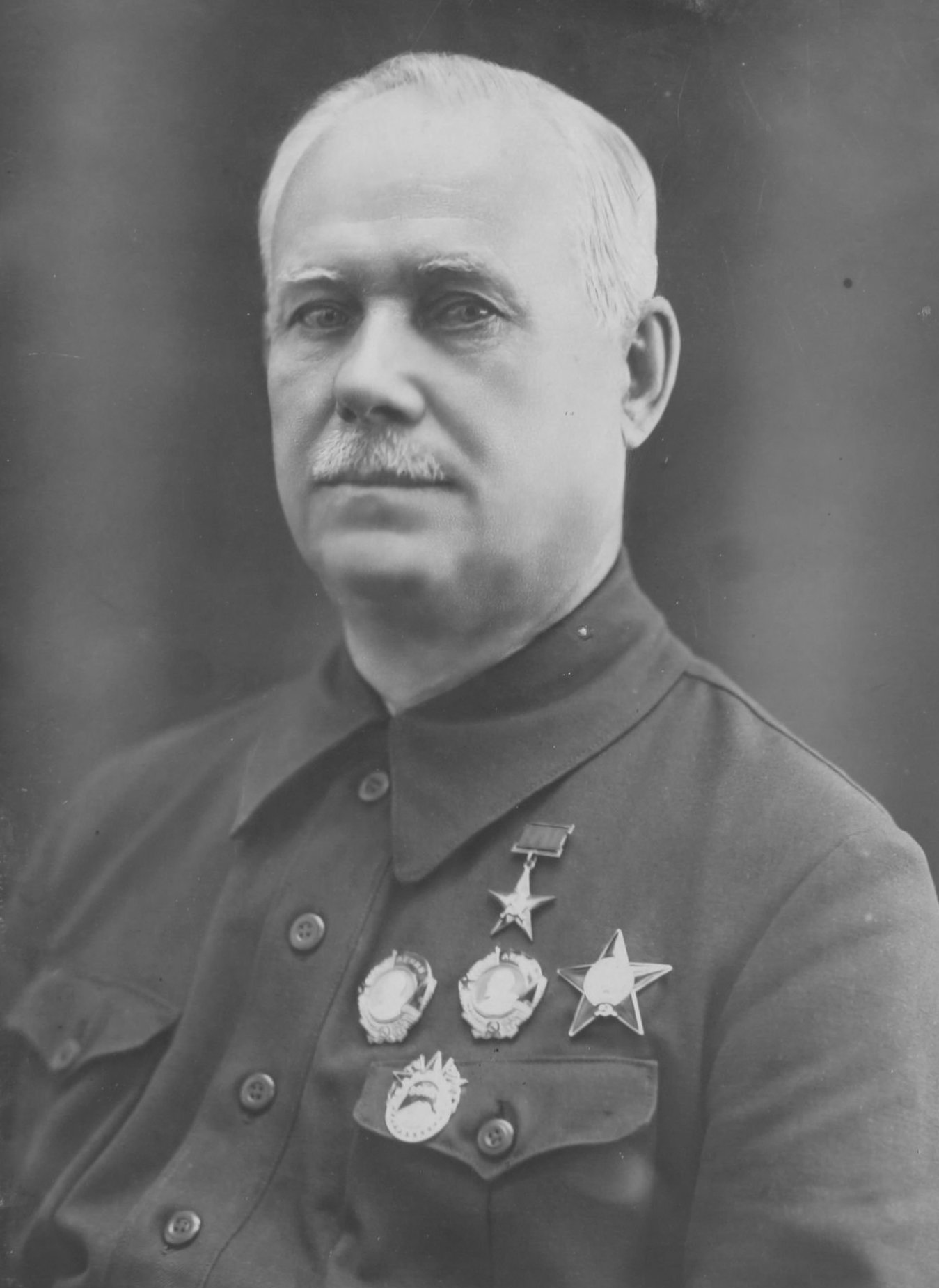
De vuurwapenbouwer Vasili Degtjarjov was de eerste na Jozef Stalin die de ster ontving

Opvallende dragers van deze medaille:
- Vasili Degtjarjov de bouwer van machinegeweren
- De vliegtuigontwerper Aleksandr Jakovlev
- Vladimir Klimov, ontwerper van Klimov vliegtuigmotoren
- Nikolaj Polikarpov, vliegtuigontwerper
- Boris Sjpitalni, ontwerper van snelvuurkanonnen
- Fjodor Tokarev, ontwerper van machinepistolen

## Dragers van drie onderscheidingen

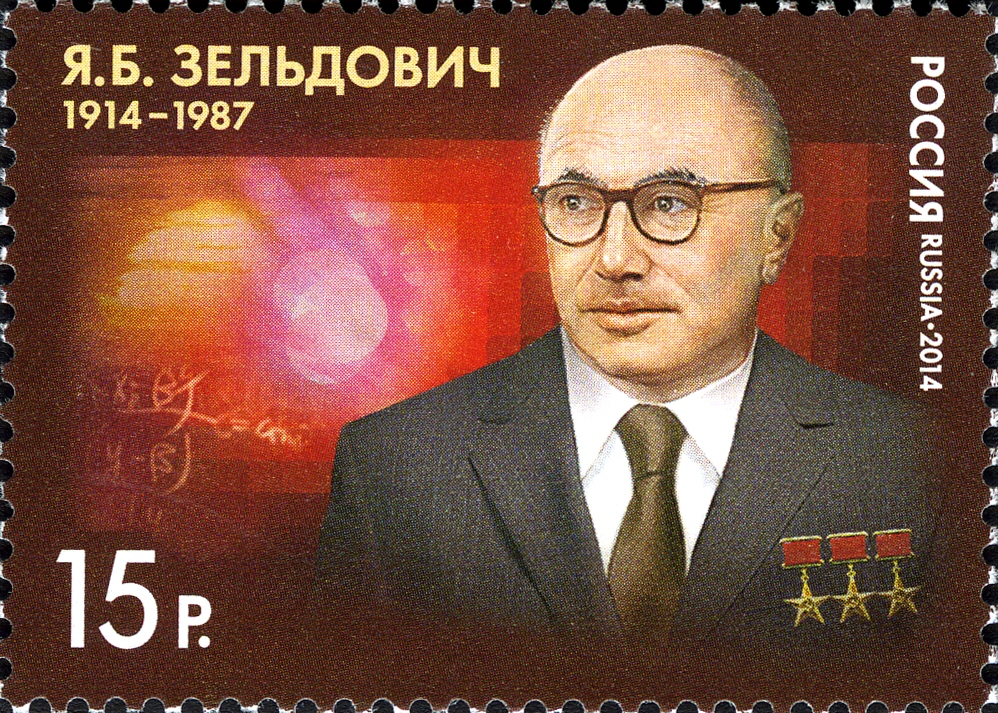
Russische postzegel van 14 mei 2014 van Jakov Borisovitsj Zeldovitsj met zijn drie onderscheidingen

16 mensen ontvingen de onderscheiding driemaal:
1. Anatoli Aleksandrov, natuurkundige in het kernwapenprogramma
2. Joeri Chariton, natuurkundige in het kernwapenprogramma
3. Nikita Chroesjtsjov, Secretaris-generaal van de Communistische Partij van de Sovjet-Unie
4. Nikolaj Doechov, ontwerper van kernwapens
5. Sergej Iljoesjin, vliegtuigontwerper
6. Mstislav Keldysj, ontwerper van ruimtetuigen
7. Dinmoechamed Koenajev, lid van het Politbureau van de Communistische Partij van de Sovjet-Unie
8. Igor Koertsjatov, natuurkundige in het kernwapenprogramma
9. Andrej Sacharov, natuurkundige in het kernwapenprogramma
10. Kirill Sjtsjelkin, natuurkundige in het kernwapenprogramma
11. Jefim Slavski, ontwerper van kernwapens
12. Andrej Toepolev, vliegtuigontwerper
13. Hamroqoel Toersoenqoelov, hoofd van de kolchozen
14. Konstantin Tsjernenko, Secretaris-generaal van de Communistische Partij van de Sovjet-Unie
15. Boris Vannikov, Volkscommissaris voor bewapening
16. Jakov Borisovitsj Zeldovitsj, natuurkundige in het kernwapenprogramma

## Geschiedenis

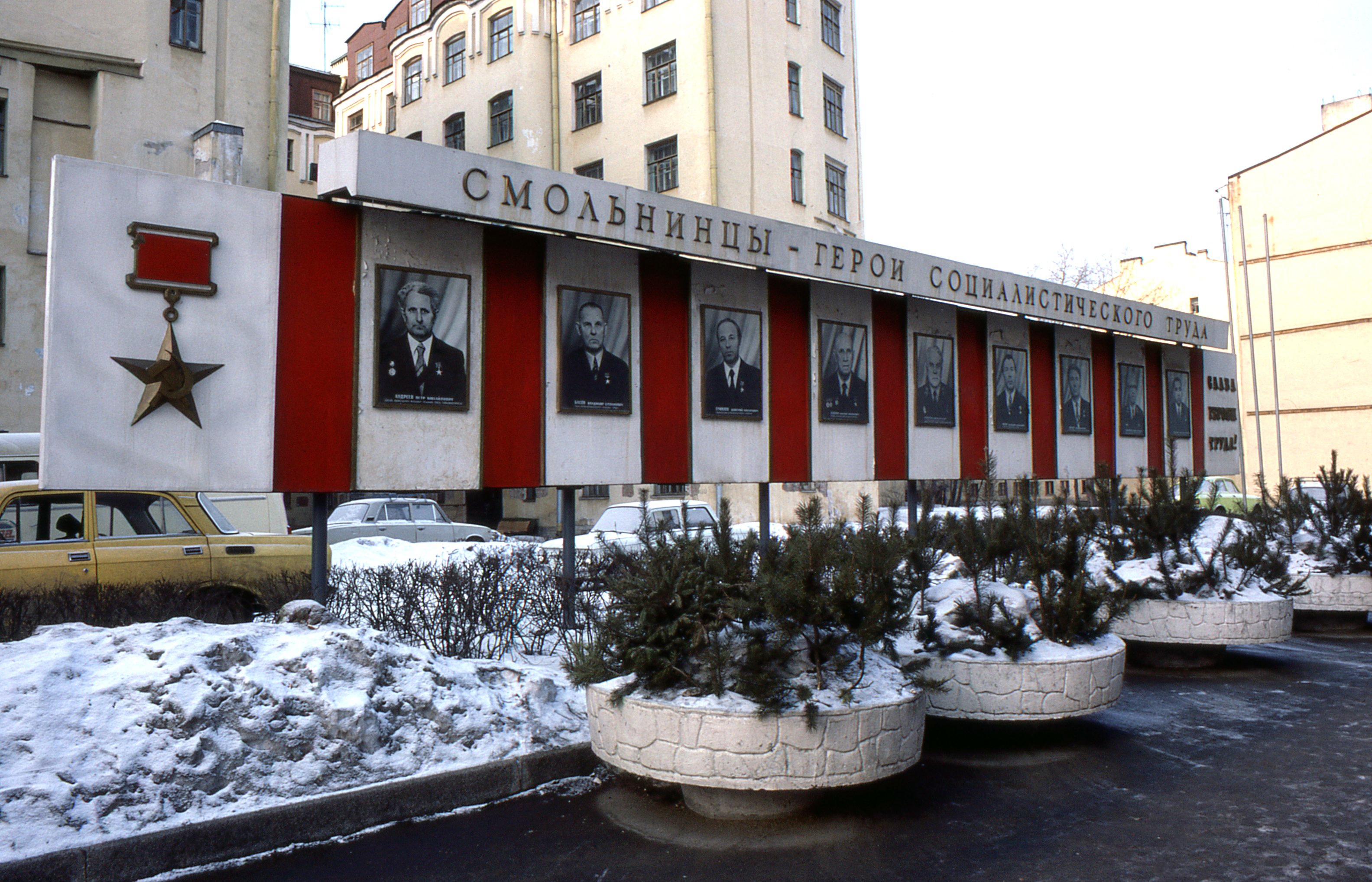
Herdenkingswand aan Nevski Prospekt in Leningrad in 1984

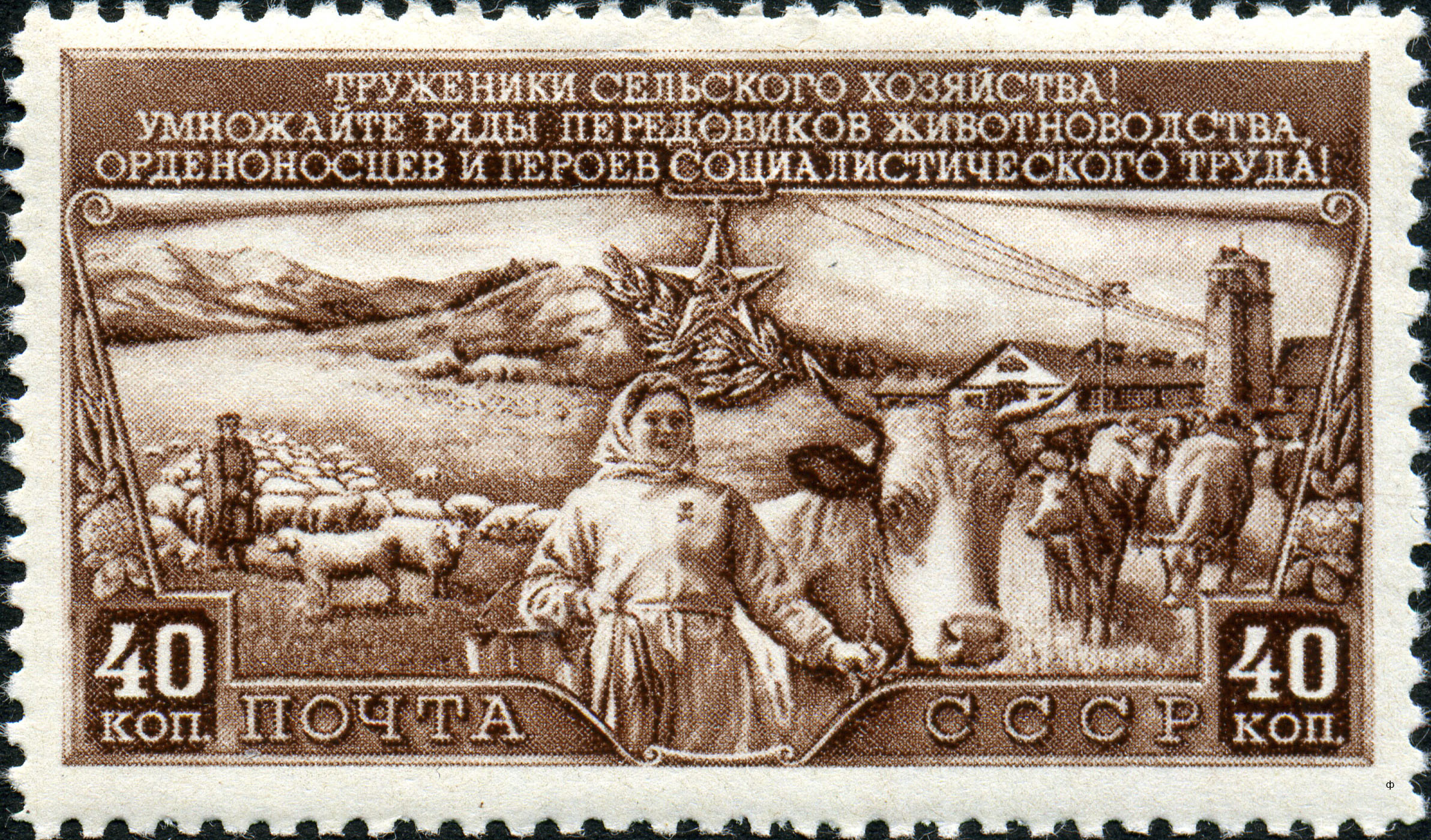
Postzegel van de Sovjet-Unie uit 1949 met een boerin als Held van de Socialistische Arbeid

In het Russisch luidt de titel "Герой Социалистического Труда" of Geroy Sotsialisticheskovo Truda Deze titel werd ingevoerd in een decreet van de presidium van de Opperste Sovjet van de Sovjet-Unie op 27 december 1938. De titel werd door het presidium toegekend aan die burgers die hebben bijgedragen aan de ontwikkeling van de Sovjet-Unie en de industrie, landbouw, vervoer, handel, wetenschap en technologie en daarmee de macht en de glorie van de Sovjet-Unie hadden vermeerderd. Een Held of Heldin van de Socialistische Arbeid is de civiele evenknie van een Held van de Sovjet-Unie maar in tegenstelling tot de eerste titel, werd het Heldendom van de Socialistische Arbeid niet aan buitenlandse burgers verleend. De oudere Leninorde is lager in rang. Alleen het presidium van de Opperste Sovjet van de Sovjet-Unie kon een persoon deze titel ook weer ontnemen.
De eerste ontvanger van een ster was de Secretaris-generaal van de Communistische Partij van de Sovjet-Unie, Jozef Stalin zelf op 20 december 1939. De tweede ontvanger van de onderscheiding was de ontwerper van machinegeweren Vasili Degtjarjov op 2 januari 1940. De derde keer verlening betrof een groep van negen ontwerpers van wapentuig, waaronder Fjodor Tokarev, Boris Sjpitalni, Nikolaj Polikarpov, Aleksandr Jakovlev
Jemeljan Boekov en Vladimir Klimov. Na 1945 werden ook Nikolaj Afanasjev, German Korobov en Pjotr Andrejevitsj Tkatsjev tot Held van de Socialistische Arbeid uitgeroepen. De laatste van de 20917 sterren volgde op 24 december 1991, vlak voor het uiteenvallen van de Sovjet-Unie. 
In eerste instantie werden ook de Helden van de Socialistische Arbeid geëerd met de hoogste onderscheiding van de Sovjet-Unie, de Leninorde en een certificaat van het Presidium van de Opperste Sovjet van de Sovjet-Unie. Om de helden van de "gewone" dragers van de Leninorde te kunnen onderscheiden werd de "Gouden Medaille van de Hamer en Sikkel" ingesteld. De andere dragers van de Leninorde mochten deze kleine gouden ster niet dragen. De ster werd ingevoerd bij decreet van het presidium van de Opperste Sovjet op 22 mei 1940.
Voor 1 september 1971 werden 16.245 mensen geëerd met de titel van een "Held van de Socialistische Arbeid", waaronder 4.497 vrouwen. 105 Mensen waaronder 25 vrouwen zijn bekroond met twee of meer "Hamer en sikkel" medailles. Van 1938 tot het uiteenvallen van de Sovjet-Unie in 1991 werden ongeveer 19.000 mensen geëerd met de titel.
105 mensen kregen de orde tweemaal, 16 kregen ze driemaal. Helden van de Socialistische Arbeid, die werden beloond met een tweede "Hamer en Sikkel" medaille kregen als aanvullend eerbetoon een bronzen buste in hun geboorteplaats. Voor de dragers van een derde heldentitel was een standbeeld in het Paleis van de Sovjets voorzien, maar dat paleis werd nooit gebouwd.

## Verwijzingen
- Oruzhie Magazine, nummer 5 1998 & nummer 6 1998.
- "Солдат удачи" номер 9 (72) 2000 Д. Ширяев "Кто изобрел автомат Калашникова"